# Při výkonu služby
Při výkonu služby je 2. epizoda 2. řady sci-fi seriálu Hvězdná brána.

## Děj
SG-1 pomáhá s evakuací skupiny lidí na planetě Nasya před goa’uldským útokem. Carterová se snaží oživit raněného vesničana Quinta. Najednou vesničan popadne její hlavu a do Carterové ústy vnikne Goa’uld. Carterové zažhnou oči a běží s ostatními k hvězdné bráně.
V SGC Generál Hammond s doktorkou Janet Fraiserovou a SG-1 probírají vzniklou situaci. Většina vesničanů byla dopravena do blízké nemocnice akademie vojenského letectva. Carterová jde na návštěvu Cassandry, které se po ní stýská. Cassandra však vycítí, že Carterová je hostitelkou Goa’ulda. Zamkne Carterovou v kanceláři dr. Fraiserové a dožaduje se setkání s Jackem O'Neillem.
Mezitím jeden z uprchlíků s vážnými popáleninami napadne Dr. Jacobse a vymotá se z obvazů úplně zdravý. Je to Ashrak, Goa'uldský nájemný vrah.
Cassandra přesvědčí O'Neilla, že Carterová byla infikována, a ten přijímá opatření. Když O'Neill vstřikuje Carterové sedativum, které "by porazilo i slona", Goa'uld v Carterové získá nad jejím tělem moc a s odjištěným granátem v ruce se dožaduje otevření Hvězdné brány. Když sedativum začne působit je Carterová zadržena a umístěna do vězení. Symbiont požaduje propuštění a dokonce O'Neillovi slibuje, že mu vrátí Carterovou, takovou jako byla před tím. O'Neill nehodlá ustoupit. Náhle se probudí osobnost Carterové a prosí O'Neilla, aby symbiontovi věřil, ale on to bere jako Goa'uldský trik.
Do vězení přichází Teal'c, kterému symbiont prozradí, že je Jolinar z Malkshuru, Tok'ra, členka skupiny rebelů, kteří jsou proti Goa'uldským vládcům systému.
Když konečně najde Ashrak svou oběť, Jolinar, pokusí se jí zabít a málem se mu to podaří. Oklame stráže a pronikne až do prostoru brány, kde se právě připravuje přesun Nasyanů do nového domova. Ashrak přibíhá právě ve chvíli, kdy se brána zavírá. Ashrak nemá co ztratit a popadne Daniela, kterého drží před sebou jako štít a míří na něj pistolí. Žádá volný průchod bránou. Teal'c jej zabije dvěma výstřely ze Zat'nik'telu, když prvním výstřelem omráčí Daniela.
Mezitím, Carterová bojuje o život v nemocnici. Když se zotaví, řekne O'Neillovi, že Jolinar obětovala svůj život, aby zachránila její.